# Aphis kurosawai
Aphis kurosawai är en insektsart som beskrevs av Takahashi, R. 1921. Aphis kurosawai ingår i släktet Aphis och familjen långrörsbladlöss. Inga underarter finns listade i Catalogue of Life.